# 1695 no Brasil
Esta é uma cronologia dos fatos acontecimentos de ano 1695 no Brasil.

## Incumbentes
- Rei: Pedro II de Portugal (1683 - 1706)

## Eventos
- 20 de novembro: Zumbi, o último dos líderes negros dos Quilombo dos Palmares, é morto pelas tropas do bandeirante Domingos Jorge Velho na atual cidade de Viçosa, Alagoas.

## Nascimentos
- ?: Alexandre de Gusmão, diplomata brasileiro (m. 1753)

## Mortes
- 20 de novembro: Zumbi, o último dos líderes negros dos Quilombo dos Palmares.[1]